# アニメマシテ
『アニメマシテ』は、2014年4月から2017年9月までテレビ東京で深夜に放送されていたアニメ系の情報番組。改編期には特別番組が月曜未明（日曜深夜）枠で放送された。2015年4月より本編を1週間限定で、公式サイト、YouTube、ニコニコ動画で配信した。

## 内容
2人の声優がフリートークを交えながら、テレビ東京のアニメ関連情報を紹介する情報番組だった。MCは2週ごとに（2014年5月27日放送分、2017年9月26日放送分は1週）、ナレーターとOPED曲は月ごとに変わった（2014年12月以降OPED曲は週替わりまたは同一アーティストの週替わりの場合あり）。
番組開始当初はMCに（年齢面的に）若手声優が多く起用され、冒頭のナレーションでも「2人の若手声優」と説明されていた。その後、2015年7月13日放送分より、芸歴の長い、また年齢面的に中堅やベテランクラスの声優が通常放送でもMCを勤めるようになり、MC起用面での芸歴及び年齢面での制約が事実上なくなった（ただし、場合によっては、共演歴ありの声優2人や同一レコード会社に所属する声優2人ということもある）。
タイトルはアニメと挨拶言葉の「はじめまして」を掛け合わせた造語である。

## コーナー
- クロスインタビュー - 出演者がお互いに質問し合う。オンエアされなかった部分は番組HPで動画を公開した。
- 各種宣伝コーナー
- おやすみボイス

## スタッフ
- 構成 - レモン★ティー
- カメラ - 野中康弘、鈴木潤、新井直樹、松下謙二、白井宗敏、金子徹、北條英樹、山下義人、松岡達也、橋本弘行、田草川成人、高橋勇士、小川正明、鈴木克典、高師専吉
- 音声 - 新井直樹、中村浩一、小林寿恵、高橋勇士、多田英利、赤羽達生、保坂直美、水野秀樹、小笹直樹、大間知浩一、霜﨑(崎)愛実、桑原勝
- 編集 - 岩崎一博
- MA - 小林研人
- 音効 - 塩谷弘樹、太田省吾
- 美術進行 - 岡野真由子
- ヘアメイク - 長谷川喜十郎・兵藤拓也・銀太（JuIIy）
- 技術協力 - 港家、テクノマックス、コールツプロダクション
- 美術協力 - テレビ東京アート
- 制作協力 - テレビ東京ミュージック、カメレオンフィルム、テレビ東京コミュニケーションズ
- 制作進行 - 仙石直子（2017年9月12日 - ）
- ディレクター - 野口詠介、尾藤光
- プロデューサー - 圡方真・小椋康平（共にテレビ東京、小椋→2016年10月5日 - ）、高岩秀明
- 製作著作 - テレビ東京

### 過去のスタッフ
- ヘアメイク - 横山雷志郎
- デスク - 古舘由美子（テレビ東京）
- ディレクター - 犬伏晋也、岡山一尋、河田奈都美
- 制作進行 - 小原千明、中村慎司（中村→2016年11月8日 - 2017年9月）
- プロデューサー - 荘保陽子、日下裕香子